# Трипољска култура
Трипољска или Кукутени култура је каснонеолитска и енеолитска култура која се простирала на територији данашње Украјине, Молдавије и Румуније и њено постојање је датирано у период од 4500. године п. н. е. до 3000. године п. н. е.. Карактеристична је по, на простору Европе, јединственој урбанистици: прстенасто-елипсастим насељима/градовима које су на сваких пола века напуштали и спаљивали. Трагови ове културе откривени су 1884. године код Кукутенија односно 1897. године у Трипољу.

## Назив
Култура има два назива по њена два најстарија налазишта:
- Трипоље (Трипиље) (рус. Триполье/укр. Трипiлля) поред Кијева у данашњој Украјини
- Кукутени (рум. Cucuteni) недалеко од Јашија у данашњој Румунији

## Датовање и распростирање
Ова култура траје релативно дуго. Од 3700/3600-2800. године п. н. е. по калибрираним датумима од 4800-3500. године п. н. е. Назив добија великим теловима на којима су археолошка истраживања почела 1884.. Почетком 20. века на локалитетима је радио Шмит (1909—1910), а новија истраживања започета су 1953.
Трипоље је велико насеље из позног неолита (рано бронзано доба)Од 1893. године су почела систаматска истраживања. Осим западног дела Уркајине (локалитет се налази 35 km од Кијева) култура се везује и за Дњестар а једној фази културе припада и локалитет Арлушт у Мунтенији. 

## Карактеристике Трипољске цивилизације
Током неолита у Европи можемо приметити дуготрајно насељавање што је документовано културним слојем од 7 до 10 m. У овом периоду јављају се велика насеља и почиње да се развија седалачки начин живота и земљорадња. Сахрањивању се придаје све већи значај, положај је тзв. лат. extra muros, односно у ставу спавача (покојници се полажу згрчено у јаме) и то у оквиру насеља. 
Носиоци ове културе су били мирољубиви, развијали су уметност (што се доказује украшавањем керамике канеловањем или осликавањем). Жена је била важан фактор за миран начин живота и развој керамике. Сматра се да је ова култура тзв. лат. magna mater, односно да се јавља матријархат. Оружје је ретко. Насупрот овој култури изнат Понта и Каспијског мора, током овог периода појављују се културе сточара, који граде мала насеља са полуукопаним кућама, имају брзе коње, изражено су патријархалне заједнице, ратнички расположене (попут Јамнаја-културе). Керамика ових заједнца је груба, уметност је подређена ратнику или вођи (јављају се скиптари). Заједнички назив ових култура је Кукутени-Трипоље, која је истовремена са културом Караново VI - Гумелница.
Главне одлике ове културе су стална велика насеља, отвореног типа, а у класичној и завршној фази - утврђена. 
Могуће је издвојити следеће фазе:
1. Прекукутени
2. Прекукутени
3. Прекукутени - Трипоље А
4. Кукутени А - Трипоље Б
5. Кукутени А-Б
6. Кукутени Ц - Трипоље Ц

### Изглед насеља
У раној фази насеља су малих димензија (20 до 30 кућа). У класичној фази чини их око 100 кућа. У фази Трипоље Б односно Кукутени А-Б неколико насеља имају и преко 1000 кућа. 
Насеља/градови ове цивилизације имала су облик неправилне издужене елипсе у чијем су се средишту налазиле заједничке зграде. Око њих су се на удаљености од око 100m односно на стреломет налазио прстен кућа изграђен тик једна уз другу, око кога се на истој удаљености налазио следећи низ кућа.
Архитектура је импресивна. Куће си грађене од плетера и лепа, имале су неколико просторија. 
Јављају се и спратне куће, које су имале два нивоа односно доњи дрвени део и горњи део направљен од глине. Под горњег спрата је био начињен од глине дебљине око 12cm док су зидови грађени од лепљењем глине на конструкцију од танког прућа. 
Ове куће нису биле велике (најчешће 8 × 4-5m) и имале су велике пећи за керамику, па се претпоставља да су биле радионице, а да се на спрату керамика сушила.
Свака кућа је имала огњиште смештено у углу десно од врата и овални прозор кроз који је продирала светлост у унутрашњост куће.
Јављају се и керамички модели кућа и огњишта.

### Керамика
Керамика је изведена до савршенства. Великих је димензија, фине фактуре и различитих облика. Најчешће се јављају:
- пехари
- зделе
- поклопци

Керамика је бојена са две или три боје и присутна је у свим фазама. Појављује се и црно глачана керамика са канелурама. 
Најчешће су светле и црвене са белим, црним или црвеним спиралним мотивима, С-орнаментом, мендрима, ромбоидима. У првој фази преовлађују геометријски мотиви. Временом орнаменти заузимају читаву површину вазе. Фризови су широки, а С-мотив се испуњава другом бојом. Чести су и пехари на високој стопи, који личе на печурке, биконичног или лоптастог реципијента. Јављају се и необичне бинокл-вазе у облику да пехара са високом стопом и масивним дршкама. 
У Кукутени А-Б и Трипољу Б јавља се стилизација животиња, С-симбол и даље доминира, али се приказују и змије, птице...
У посебним просторијама пронађене су и фигурине (око 30 комада). У позној фази се осликавју и чини се као да добијају маске, а личе на преслице. Главе су плочасте са отворима за очи, нос је пластично приказан, ноге се спајају у један издужени левак што им и даје изглед вретена. Готово увек су стојеће (веома ретко су у полуседећем положају). Руке су у облику патрљка. Фигурине су имале верне узоре у металу.
Понекад је глава смањена и птицолика, или се јавља енигматски тип (маска). 
Мушке фигуре су ретке, са рукама на коленима (став мислиоца, попут чувене Роденове скулптуре).
Јављају се и фигуре животиња, које могу бити аплициране на посудама (глава бика).

### Вера Трипољаца
На основу остатака грнчарије који су пронађени може се реконструисати начин на који су Трипољци замишљали свет. Сматрали су да је он трослојан. На највишем нивоу се налазила небеска вода коју су чувале змије, на средњем нивоу се налазило небо и богови, док је најнижи ниво била Земља и људи на њој. На основу тих приказа установљено је да нису веровали у загробни живот односно подземни свет мртвих чиме је објашњено потпуно одсуство некропола на широком простору Трипољске цивилизације, иако су људи ту живели у континуитету скоро миленијум и по`.
Веома су поштовали змије и Месец, а своје радове су управљали према лунарном календару. На њиховој керамици је пронађен и симбол вечности(број 8 окренут за 90°) односно змија која сама себи гризе реп коју код Трипољаца употпуњује представа пуног Месеца на месту спајања две кружнице. Ову представу су научници протумачили тиме да је пун Месец за Трипољане представљао крај, али и уједно почетак живота.
Једна од карактеристика њихових веровања биле су и минијатурне копије њихових кућа које су пронађене. Сматра се да су их носили са собом када су се селили и да су у њима тада живели њихови духови заштитници. Када би подизали ново насеље/град по узору на те моделе су правили своје нове куће у које су онда прелазили духови.

### Ритуална спаљивања градова
Трипољани су на сваких пола века ритуално спаљивали своје градове и напуштали их подижући нове. Научници су утврдили да ти периоди одговарају периодима када је Месец најближи Земљи и настаје његово потпуно помрачење, што се одвија отприлике на сваке 54 године.
Том приликом су напуштали своје куће са основним стварима и умањеним моделима својих кућа, после чега би их уз молитве и ритуале спалили и отпочињали нови живот на другом месту, изнова подижући своје насеља/градове.

## Галерија
- Карактеристична посуда
- Антропоморфна фигурина
- Керамика
- Ваза
- Борбене секире
- Бронзани налази из Украјине